# Eugène Olivier
Pour les articles homonymes, voir Olivier (homonymie).
Eugène Olivier, né le 17 septembre 1881 à Paris dans le 5e arrondissement,, ville où il est mort le 5 mai 1964 en son domicile dans le 6e arrondissement, est un ancien escrimeur, médecin et collectionneur français. Membre de l'équipe de France d'épée, il est champion olympique par équipe dans cette discipline en 1908. Il remporte également la médaille de bronze dans le concours individuel.
Il est membre fondateur et le premier président du Paris université Club.
Docteur ès-sciences et professeur agrégé d'anatomie, il est élu membre libre de l'Académie de chirurgie en 1953.
Héraldiste et philatéliste, président de l'Académie de philatélie de 1957 à 1964, il a rassemblé des collections de timbres, de marques postales, d'ex-libris et de reliures armoriées. Il est le coauteur d'un Manuel de l'amateur des reliures armoriées françaises en 30 volumes.

## Biographie

### Le médecin
Fils d’un médecin accoucheur, ancien interne des hôpitaux de Paris, Eugène Victor Olivier fait ses études secondaires au collège Stanislas. Marqué par trois générations de médecins et officiers de santé avant lui, il embrasse la carrière médicale. C’est à l’hôpital Saint-Louis, qu’externe des hôpitaux de Paris (en 1901) il apprend du professeur Louis Ombrédanne les bases de la chirurgie et de l’anesthésie. Il réussit l’internat en 1906 et au cours de ces années il noue des relations d’amitié avec le futur professeur Henri Mondor. Il devient chef de clinique chirurgicale adjoint à la Faculté de médecine de Paris en 1912. Sa thèse sur l’Anatomie topographique et chirurgie du thymus est couronnée par la Faculté de médecine de Paris et par l’Académie de médecine, Prix Godart 1913. Ce travail est parmi les premiers à traiter de la chirurgie d’une glande à sécrétion interne faite en s'appuyant sur une étude de l’anatomie.

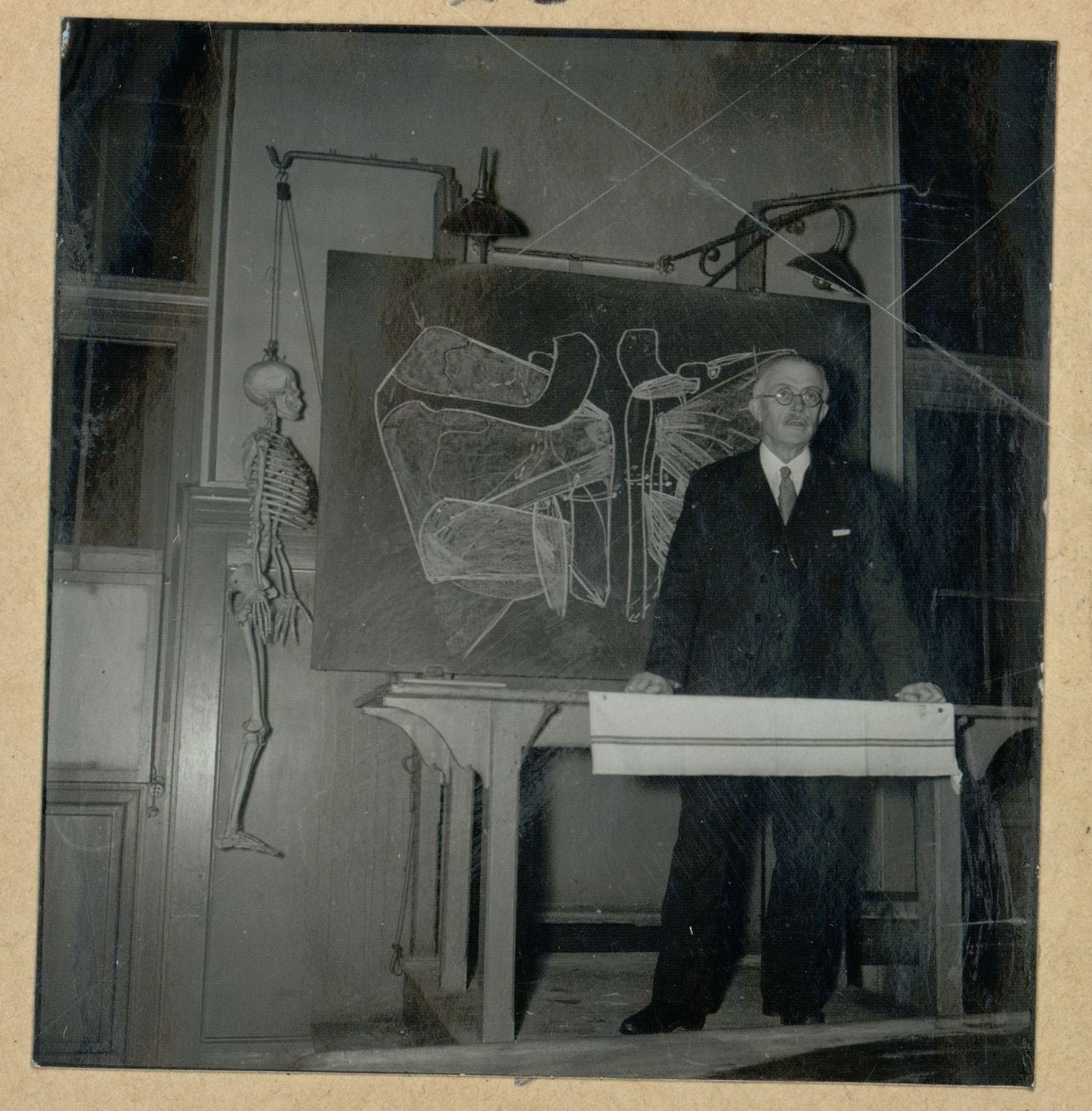
Le Dr Olivier à la Faculté de médecine, en décembre 1940.

Pendant la Première Guerre mondiale, il est affecté au centre de fistuleux osseux du Mont-des-Oiseaux à Hyères et au centre de rééducation et d’appareillage des tirailleurs marocains à San-Salvadour. Il est fait chevalier de la Légion d’honneur à titre militaire en 1919.
Il obtient le titre de docteur ès sciences, ainsi que celui d’agrégé des facultés de médecine (section anatomie) en 1923, après une thèse sur Les rapports entre la morphologie du thymus et sa vascularisation artérielle. Il est en exercice à Lille de 1923 à 1926 puis à Paris. Professeur sans chaire en 1934, chef des travaux anatomiques de la faculté en 1939, il est professeur d’anatomie de 1946 à 1952, prenant la succession du Professeur Henri Rouvière. Il est également professeur d’anatomie à l’Institut d’éducation physique de l’Université de Paris à partir de 1932, dont il devient directeur en 1942. Il est promu officier de la Légion d’honneur en 1939, au titre du Ministère de l’Éducation nationale. Médecin-expert auprès des tribunaux depuis 1927, il est aussi membre de la Société de médecine légale de Paris et ancien président de la Société française d’histoire de la médecine.
Il a publié plusieurs ouvrages médicaux de référence, dont les plus importants sont le Traité d’ostéologie humaine en collaboration avec le Dr Dufour, une Anatomie de la tête et du cou, une Anatomie de l’abdomen et une Anatomie du thorax. Ce sont ces travaux anatomiques et leur intérêt chirurgical qui lui ont valu d’être élu membre libre de l’Académie de chirurgie en 1953.
Il est le père de Gilbert Olivier, troisième président de la Fédération sportive de France (FSF) et directeur de l'École supérieure des sciences économiques et commerciales (ESSEC).

### Le sportif

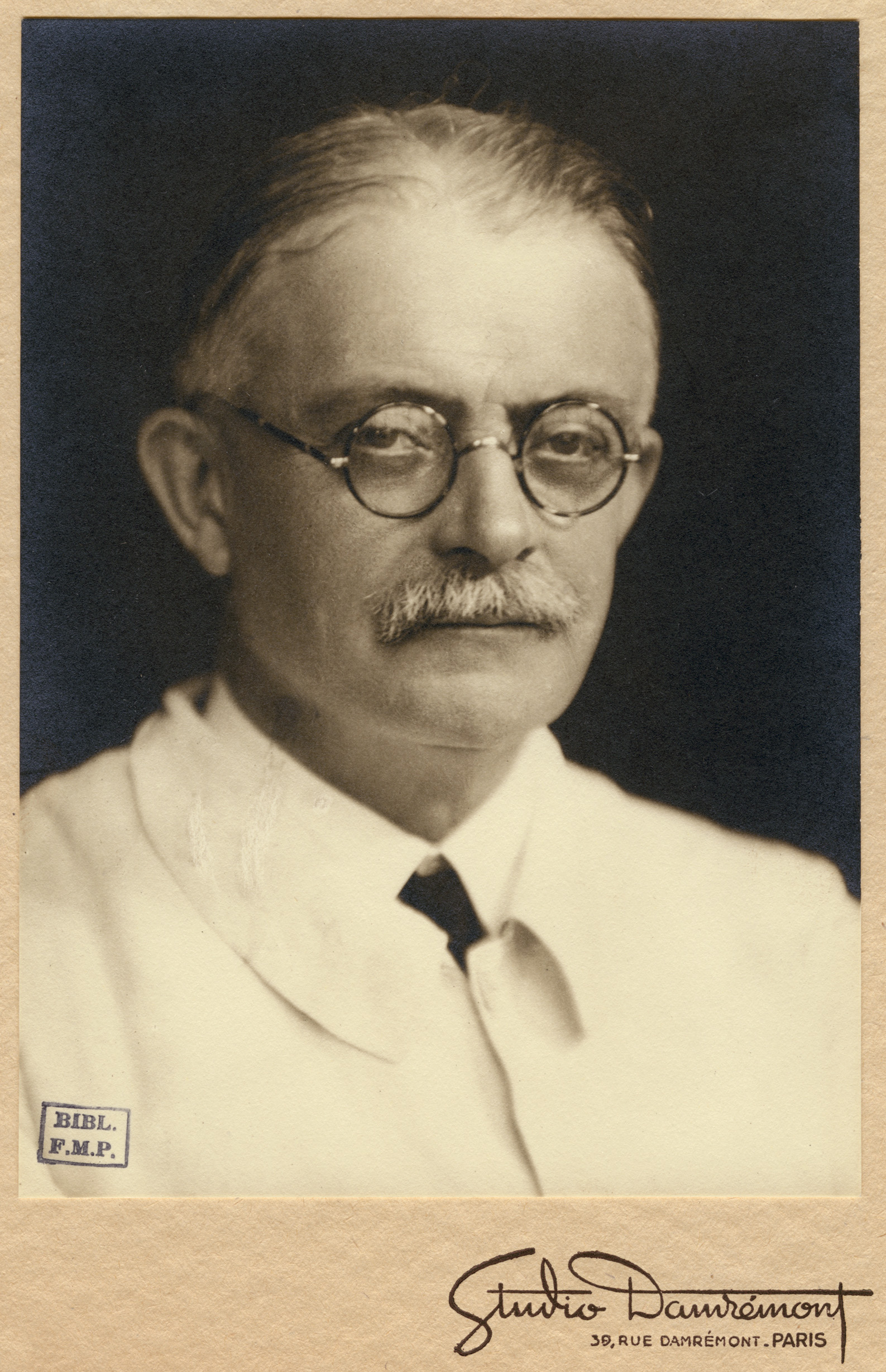
Eugène Olivier en 1948.

Eugène Olivier pratique l’escrime (épée et fleuret) de manière intensive pendant ses études de médecine. Il est membre de l’équipe de France de 1905 à 1913. Son style de gaucher est énergique et offensif. Il devient champion olympique à l’épée par équipes avec la France en 1908 à Londres, après avoir gagné, quelques jours auparavant, le tournoi à l'épée par équipe lors de la Grande semaine de l'escrime, début juillet 1908 à Paris. Il remporte la médaille de bronze olympique dans le concours individuel londonien, en dominant le britannique Robert Montgomerie et est seulement devancé par ses camarades de l’équipe de France, Gaston Alibert et Alexandre Lippmann. Il ne peut participer aux jeux olympiques de Stockholm en 1912 car la France, mécontente des règles appliquées aux compétitions, se retire des épreuves d’escrime quelques jours avant leur début.
Il est membre fondateur et premier président du Paris université club (PUC) dès sa création le 1er mai 1906. Sous sa présidence, le club obtient ses premières subventions, la mise à disposition de terrains d’entrainement et se développe pour atteindre plus de 1 000 adhérents en 1912. Il remporte la médaille d’argent au championnat international universitaire de 1907 avec l’écusson violet de son nouveau club cousu sur la manche.

### Le collectionneur
Intéressé par tout ce qui comporte les armoiries, il réunit une vaste collection de reliures et de livres armoriés, ce qui l’amène à rédiger un Manuel de l’amateur de reliures armoriées françaises en 30 volumes avec la collaboration de Georges Hermal et du capitaine Robert de Roton. En parallèle il réunit une collection de plus de 25 000 ex-libris. Il est président de la Société française d'héraldique et de sigillographie de 1944 à 1951.
Il se passionne aussi pour les marques postales puis pour les timbres entiers. Il est président de l’Académie de philatélie de 1957 à 1964, dont il a initié la revue Documents philatéliques. Membre de la commission de consultation pour les timbres au Ministère des Postes et Télécommunications, il est fait officier du Mérite postal.
Également collectionneur d’images populaires, d’autographes, de bagues de cigares et autres papiers sans valeur commerciale, il préside l'association Le Vieux Papier de 1928 à 1962.

## Palmarès
Aux jeux olympiques de 1908 à Londres, Eugène Olivier est :
- médaille d'or à l'épée par équipe ;
- médaille de bronze à l'épée en individuel.

## Distinctions
Eugène Olivier est :
- officier de la Légion d'honneur ;
- officier du Mérite postal.

## Œuvres
- Anatomie de la tête et du cou (en collaboration avec le docteur Raison pour le système dentaire), Paris, A. Legrand, 1936.
- Anatomie de l’abdomen, Paris, A. Legrand et J. Bertrand, 1945.
- Anatomie du thorax, Paris, A. Legrand et J. Bertrand, 1946.
- Traité d’Ostéologie Humaine (en collaboration avec le docteur Dufour), Paris, Maloine, 1946.
- L’appareil hyoïdien, son ossification complète chez l’homme, Paris, Louis Arnette, 1923.
- Manuel de l’amateur de reliures armoriées françaises (en collaboration avec Georges Hermal et pour les planches le capitaine R.de Roton), Paris, C. Bosse, 1924-1931, 30 volumes.